# Chiavette
 (juillet 2022).
La mise en forme du texte ne suit pas les recommandations de Wikipédia : il faut le « wikifier ».
Les points d'amélioration suivants sont les cas les plus fréquents. Le détail des points à revoir est peut-être précisé sur la page de discussion.
- Les titres sont pré-formatés par le logiciel. Ils ne sont ni en capitales, ni en gras.
- Le texte ne doit pas être écrit en capitales (les noms de famille non plus), ni en gras, ni en italique, ni en « petit »…
- Le gras n'est utilisé que pour surligner le titre de l'article dans l'introduction, une seule fois.
- L'italique est rarement utilisé : mots en langue étrangère, titres d'œuvres, noms de bateaux, etc.
- Les citations ne sont pas en italique mais en corps de texte normal. Elles sont entourées par des guillemets français : « et ».
- Les listes à puces sont à éviter, des paragraphes rédigés étant largement préférés. Les tableaux sont à réserver à la présentation de données structurées (résultats, etc.).
- Les appels de note de bas de page (petits chiffres en exposant, introduits par l'outil «  Source ») sont à placer entre la fin de phrase et le point final[comme ça].
- Les liens internes (vers d'autres articles de Wikipédia) sont à choisir avec parcimonie. Créez des liens vers des articles approfondissant le sujet. Les termes génériques sans rapport avec le sujet sont à éviter, ainsi que les répétitions de liens vers un même terme.
- Les liens externes sont à placer uniquement dans une section « Liens externes », à la fin de l'article. Ces liens sont à choisir avec parcimonie suivant les règles définies. Si un lien sert de source à l'article, son insertion dans le texte est à faire par les notes de bas de page.
- La présentation des références doit suivre les conventions bibliographiques. Il est recommandé d'utiliser les modèles {{Ouvrage}}, {{Chapitre}}, {{Article}}, {{Lien web}} et/ou {{Bibliographie}}. Le mode d'édition visuel peut mettre en forme automatiquement les références.
- Insérer une infobox (cadre d'informations à droite) n'est pas obligatoire pour parachever la mise en page.

Pour une aide détaillée, merci de consulter Aide:Wikification.
Si vous pensez que ces points ont été résolus, vous pouvez retirer ce bandeau et améliorer la mise en forme d'un autre article.
 (décembre 2022).
Les Chiavettes, ou clef transpositrices, sont un système de combinaisons standard de clefs utilisées en musique polyphonique entre le XVIe siècle et le XVIIIe siècle.
Elles permettent, par rapport aux clef usuelles chiavi naturali (ut 1, ut3, ut4 et fa4), un décalage, soit vers le bas (typiquement, sol2, ut2, ut3 et fa3), soit vers le haut (ut3, ut4, fa3 et fa5).
Le plus ancien auteur à mentionner un jeu de clefs hautes est Silvestro Ganassi dal Fontego, dans son Regula Rubertina de 1543, au chapitre 22, qui donne instruction aux musiciens de transposer cette musique d'une quinte vers le bas,.
D'autres théoriciens, tels qu'Adriano Banchieri (1601) et Picerli (1631), indiquent de transposer à la quinte inférieure s'il n'y a rien à la clef et à la quarte inférieur s'il y a un bémol. Vers le milieu du XVIIe, les commentateurs italiens ne mentionnent plus que la transposition à la quarte et plus tard encore, la pratique semble avoir été de transposer à la tierce afin de prendre en compte le diapason élevé des orgues italiens. Le théoricien autrichien Johann Baptist Samber (1707) cependant donne pour règle de transposer à la quarte inférieure si la basse est notée en fa3 mais à la quinte si elle est en ut4.
Cette pratique ne semble pas avoir été universelle : Thomas Morley stipule que la musique doit être chantée dans la clef indiquée tandis que Michael Praetorius indique le choix de transposer ou non selon l'ensemble. Banchieri (1609) indique que la musique instrumentale doit être lue en clefs transpositrices tandis que les chanteurs utilisent les chiavi naturali à la hauteur indiquée.
Le nom de chiavette n'est apparu qu'au XVIIIe chez Girolamo Chiti (1718) alors que cette pratique avait pratiquement disparu ; vers le milieu du XVIIe, de nombreux compositeurs avaient adopté des pratiques de notation plus souples, sauf à la chapelle papale de Rome qui continuait à les utiliser au XIXe.
L'exécution des œuvres environ à la quarte inférieure permet souvent d'obtenir des résultats plus homogènes en termes de tessitures, quoique cela ne soit pas toujours le cas dans les enregistrements modernes.